# Ragnar Sigurðsson
Pour les articles homonymes, voir Sigurðsson.
Ragnar Sigurðsson est un ancien footballeur islandais né le 19 juin 1986. Il joue au poste de défenseur central. En novembre 2022, Ragnar est nommé entraîneur adjoint du Fram Reykjavik et en juillet 2023, il devient entraîneur intérimaire de l'équipe après le départ de son prédécesseur, Jón Þórir Sveinsson.

## Biographie

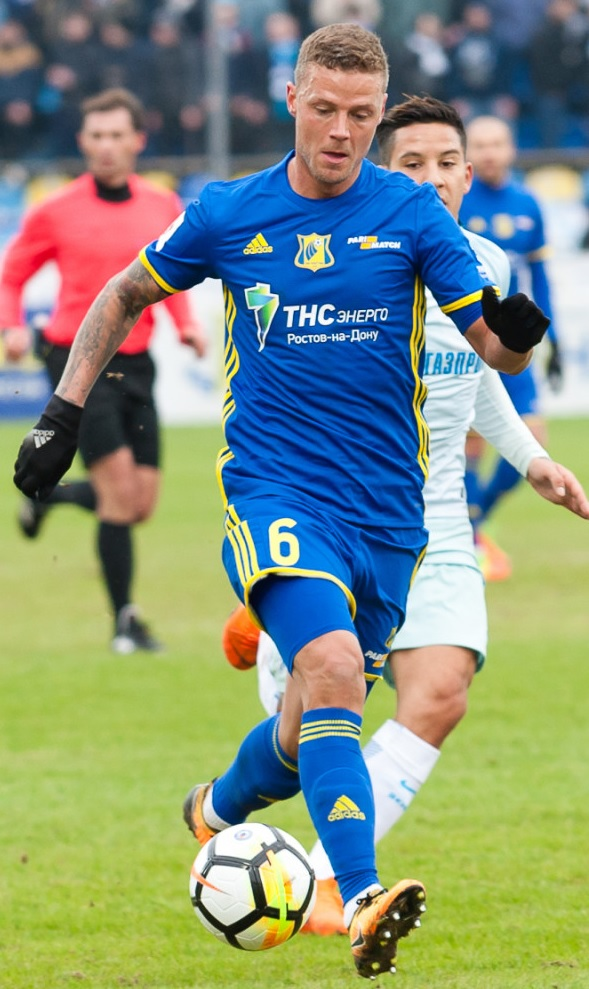
Sigurðsson en 2018 avec Rostov.

Le 30 mai 2011, il quitte les Suédois de l'IFK Göteborg pour les Danois du Copenhague. Le transfert porte sur un montant de 800 000 € et un bail de quatre ans. 
En janvier 2014, il signe en faveur du club russe de Krasnodar.
Le 23 août 2016, il rejoint Fulham.
Le 3 août 2017, il est prêté au Rubin Kazan.
Le 18 janvier 2018, il rejoint Rostov.

## Palmarès
- IFK Göteborg
  - Champion de Suède en 2007
  - Vainqueur de la Coupe de Suède en 2008
  - Vainqueur de la Supercoupe de Suède en 2008
- Copenhague
  - Vainqueur de la Coupe du Danemark en 2012
  - Champion du Danemark en 2013

## En sélection
Ragnar compte 97 sélections en équipe d'Islande de 2007 à 2020. Il a disputé toutes les rencontres des éliminatoires de la Coupe du monde 2014. Il continue sur sa lancée lors des qualifications à l'Euro 2016, et en profite pour inscrire son premier but en sélection, lors d'un match face à la République tchèque en novembre 2014.  Il est par la suite sélectionné par l'entraîneur Lars Lagerback pour faire partie des 23 joueurs participant à l'Euro 2016. Lors du tournoi en France, il participe à la compétition avec son équipe nationale, l'aventure s'arrête en quart de finale lorsque l'Islande perd contre l'équipe de France (2-5). Il fait partie de la liste des 23 joueurs islandais sélectionnés pour disputer la Coupe du monde de 2018 en Russie.

## Statistiques détaillées
| Saison                | Club                  | Championnat           | Championnat | Championnat | Coupe(s) nationale(s) | Coupe(s) nationale(s) | Compétition(s) continentale(s) | Compétition(s) continentale(s) | Compétition(s) continentale(s) | Islande | Islande | Total | Total |
| Saison                | Club                  | Division              | M.          | B.          | M.                    | B.                    | Comp.                          | M.                             | B.                             | M.      | B.      | M.    | B.    |
| 2004                  | Fylkir Reykjavík      | Úrvalsdeild           | 3           | 0           | -                     | -                     | -                              | -                              | -                              | -       | -       | 3     | 0     |
| 2005                  | Fylkir Reykjavík      | Úrvalsdeild           | 17          | 1           | -                     | -                     | -                              | -                              | -                              | -       | -       | 17    | 1     |
| 2006                  | Fylkir Reykjavík      | Úrvalsdeild           | 18          | 1           | -                     | -                     | -                              | -                              | -                              | -       | -       | 18    | 1     |
| Sous-total            | Sous-total            | Sous-total            | 38          | 2           | 0                     | 0                     | -                              | 0                              | 0                              | 0       | 0       | 38    | 2     |
| 2007                  | IFK Göteborg          | Allsvenska            | 26          | 0           | -                     | -                     | -                              | -                              | -                              | 6       | 0       | 32    | 0     |
| 2008                  | IFK Göteborg          | Allsvenska            | 29          | 4           | -                     | -                     | C1                             | 3                              | 0                              | 4       | 0       | 36    | 4     |
| 2009                  | IFK Göteborg          | Allsvenska            | 29          | 4           | 4                     | 0                     | C3                             | 2                              | 0                              | 3       | 0       | 38    | 4     |
| 2010                  | IFK Göteborg          | Allsvenska            | 28          | 1           | 2                     | 0                     | C3                             | 2                              | 0                              | 3       | 0       | 35    | 1     |
| 2011                  | IFK Göteborg          | Allsvenska            | 13          | 3           | 2                     | 0                     | -                              | -                              | -                              | -       | -       | 15    | 3     |
| Sous-total            | Sous-total            | Sous-total            | 125         | 12          | 8                     | 0                     | -                              | 7                              | 0                              | 16      | 0       | 156   | 12    |
| 2011 - 2012           | Copenhague            | Superligaen           | 24          | 1           | 5                     | 0                     | C1+C3                          | 3+6                            | 0                              | 3       | 0       | 41    | 1     |
| 2012 - 2013           | Copenhague            | Superligaen           | 31          | 3           | -                     | -                     | C1+C3                          | 4+6                            | 0                              | 8       | 0       | 49    | 3     |
| 2013 - 2014           | Copenhague            | Superligaen           | 14          | 0           | 1                     | 0                     | C1+C3                          | 6+0                            | 0                              | 7       | 0       | 28    | 0     |
| Sous-total            | Sous-total            | Sous-total            | 69          | 4           | 6                     | 0                     | -                              | 25                             | 0                              | 18      | 0       | 118   | 4     |
| 2013 - 2014           | Krasnodar             | 1re division          | 6           | 0           | 3                     | 0                     | C1+C3                          | -                              | -                              | 3       | 0       | 12    | 0     |
| 2014 - 2015           | Krasnodar             | 1re division          | 26          | 1           | 2                     | 0                     | C3                             | 11                             | 0                              | 8       | 1       | 47    | 2     |
| 2015 - 2016           | Krasnodar             | 1re division          | 24          | 1           | 2                     | 1                     | C3                             | 9                              | 1                              | 16      | 1       | 51    | 4     |
| Sous-total            | Sous-total            | Sous-total            | 56          | 2           | 7                     | 1                     | -                              | 20                             | 1                              | 27      | 2       | 110   | 6     |
| Total sur la carrière | Total sur la carrière | Total sur la carrière | 288         | 20          | 21                    | 1                     | -                              | 52                             | 1                              | 61      | 2       | 422   | 24    |